# Pentaneura batuensis
Pentaneura batuensis är en tvåvingeart som beskrevs av Freeman 1962. Pentaneura batuensis ingår i släktet Pentaneura och familjen fjädermyggor. Inga underarter finns listade i Catalogue of Life.